# Sophronica disconigra
Sophronica disconigra là một loài bọ cánh cứng trong họ Cerambycidae.